# Premier ministre du Haut-Karabagh
Le Premier ministre d'Artsakh est le chef du gouvernement du Haut-Karabagh de 1992 à 2017, à la suite de l'indépendance auto-proclamée de celui-ci.

## Premiers ministres du Haut-Karabagh
Depuis 1992, le Haut-Karabagh a connu six Premiers ministres :
| Portrait                                                                | Identité                                                    | Période           | Période           | Durée                      | Étiquette    |
| Portrait                                                                | Identité                                                    | Début             | Fin               | Durée                      | Étiquette    |
| ----------------------------------------------------------------------- | ----------------------------------------------------------- | ----------------- | ----------------- | -------------------------- | ------------ |
| Oleg Esaian                                                             | Oleg Esaian (hy) Օլեգ Եսայան (né en 1946)                   | 8 janvier 1992    | août 1992         | 7 mois                     | -            |
| Robert Kotcharian                                                       | Robert Kotcharian (hy) Ռոբերտ Քոչարյան (né en 1954)         | août 1992         | 29 décembre 1994  | 2 ans et 4 mois            | -            |
| Leonard Petrosian                                                       | Leonard Petrosian (hy) Լեոնարդ Պետրոսյան (1953 - 1999)      | décembre 1994     | juin 1998         | 3 ans et 6 mois            | -            |
| Pas de portrait sous licence libre disponible pour Zhirayr Poghosian.   | Zhirayr Poghosian (hy) Ժիրայր Պողոսյան (né en 1942)         | juin 1998         | 24 juin 1999      | 1 an                       | -            |
| Pas de portrait sous licence libre disponible pour Anushavan Danielian. | Anushavan Danielian (hy) Անուշավան Դանիելյան (né en 1956)   | 30 juin 1999      | 12 septembre 2007 | 8 ans, 2 mois et 13 jours  | -            |
| Arayik Haroutiounian, 2020.                                             | Arayik Haroutiounian (hy) Արայիկ Հարությունյան (né en 1973) | 14 septembre 2007 | 7 septembre 2017  | 9 ans, 11 mois et 24 jours | Libre patrie |

### Note
1. ↑  Pour le statut international du Haut-Karabagh, cf. l'article « Haut-Karabagh ».